# Aulacoserica collarti
Aulacoserica collarti är en skalbaggsart som beskrevs av Louis Burgeon 1943. Aulacoserica collarti ingår i släktet Aulacoserica och familjen Melolonthidae. Inga underarter finns listade.